# Aiko
Alena Shirmanova-Kostebelova (* 26. prosince 1999 Moskva) je česká zpěvačka ruského původu působící pod pseudonymem Aiko.

## Život a kariéra
Narodila se v Moskvě, ale když jí bylo pět let, tak se její rodina přestěhovala do Karlových Varů v Česku, kde vyrůstala. V mládí chodila na zpěv a krátce hrála na kytaru. Vystudovala Gymnázium Sokolov, poté studovala v Anglii, kde působila v Londýně a v Brightonu.
Svou kariéru odstartovala v roce 2015 v soutěži Česko Slovenská SuperStar, kde se probojovala do semifinále. V roce 2018 vydala debutové album AIKO, v roce 2020 vydala album Expiration Date. V roce 2022 vyhrála 10. ročník soutěže Radia Wave Czeching. Své třetí album Fortune's Child vydala 13. října 2023.
Dne 13. prosince 2023 bylo oznámeno, že se svou písní „Pedestal“ zvítězila mezi sedmi interprety v českém národním finále pro Eurovision Song Contest 2024 konané ve švédském Malmö. Ve druhém semifinále, konaném 9. května, Aiko vystoupila jako pátá. Celkově získala 38 bodů a do finále se neprobojovala, když skončila jako první nepostupující na 11. místě.
Aiko na Eurovizi poznala svoji nynější přítelkyni Kat Almagro, která je bubenicí skupiny Megara, která reprezentovala San Marino.
Pseudonym Aiko částečně pochází z japonštiny a částečně se jedná o přezdívku z mládí, kdy se jí říkalo Ajka.

## Diskografie

### Alba
- Aiko (25. srpna 2018)
- Expiration Date (17. července 2020)
- Fortune's Child (13. října 2023)
- Aikonic (27. června 2024)

### Singly

#### Hlavní zpěvák
| Singl                  | Rok  | Album / EP      |
| ---------------------- | ---- | --------------- |
| „Hunt“                 | 2020 | Expiration Date |
| „Power“                | 2021 | Fortune's Child |
| „Daughter of the Sun“  | 2021 | Fortune's Child |
| „Gemini“               | 2021 | Fortune's Child |
| „Alter Ego“            | 2022 | —               |
| „I Want to Be Perfect“ | 2022 | —               |
| „Restless“ (s Boy Jr.) | 2022 | Fortune's Child |
| „Instincts“            | 2023 | Fortune’s Child |
| „Lucky Streak“         | 2023 | Fortune’s Child |
| „Pedestal"             | 2023 | Fortune’s Child |
| “White Flag”           | 2024 | AIKONIC         |
| „Hunger“ (s Teya)      | 2024 | AIKONIC         |

#### Hostující zpěvák
| Singl                                     | Rok  | Album / EP |
| ----------------------------------------- | ---- | ---------- |
| „Why Don't You“ (Ivo Blahunek feat. Aiko) | 2023 | —          |